# Cnesterodon pirai
Cnesterodon pirai är en fiskart som beskrevs av Aguilera, Mirande och Maria De Las Mercedes Azpelicueta 2009. Cnesterodon pirai ingår i släktet Cnesterodon och familjen Poeciliidae. Inga underarter finns listade i Catalogue of Life.